# Bobby Boswell
Robert Allen Boswell (Austin, 15 marzo 1983) è un ex calciatore statunitense, di ruolo difensore.